# Trường Kế toán BYU
Học viện kế toán-kiểm toán BYU (BYU school of accountancy, SOA) là một phân nhánh của học viện quản trị kinh doanh Marriott, một phân viện của Đại học Brigham Young. Chương trình cử nhân và cao học của SOA được ghi nhận là một trong những chương trình kế toán-kiểm toán tốt nhất thế giới. Hằng năm, SOA tuyển sinh cho chương trình rất hạn chế và khắt khe. Chỉ những sinh viên sáng giá nhất BYU mới được nhận vào chương trình đó.
Học viện được thành lập vào năm 1976 với tên Istitute of Professional Accountance. Vào những năm 1990, các giáo sư của phân viện Quản trị thông tin (Infomation Management Department) gia nhập SOA. Họ cùng với nhau đã xây dựng nền móng quan trọng cho một trong những chương trình kế toán kiểm toán hàng đầu thế giới. Tuy nhiên vào cuối năm 2005, học viện Quản trị kinh doanh Marriott tuyên bố sự chia tách của hai phân nhánh Kế toán-kiểm toán (school of accountancy) và Hệ thống thông tin (Infomation System Department). Phân nhánh hệ thống thông tin trên cũng được ghi nhận là một nơi đào tạo hệ thống thông tin rất tốt.

## Các trình độ đào tạo
SOA đào tạo sinh viên BYU ở ba trình độ: Tiền kinh doanh (Pre-Management Core), Đại học (Undergrad), Cao học (Master of Accounting).

### Tiền kinh doanh
Kế toán-kiểm toán là một môn học rất quan trọng của Kinh doanh. Người ta còn coi kế toán là "ngôn ngữ của kinh doanh" (the language of business). Do vậy, ở hầu hết các trung tâm giáo dục, sinh viên luôn bị yêu cầu phải học một vài khóa học kế toán cơ bản trước khi bắt đầu các khóa học kinh doanh khác. Theo một cách hiểu khác, các khóa học kế toán cơ bản luôn được xem như những khóa các học giả thiệu về kinh doanh.
Ở BYU, có 2 khóa học kế toán cơ bản do SOA đào tạo nắm giữ vai trò trên. Đó là ACC 200: Kế toán cơ bản 1 (Principle of Accounting) và ACC 210: Kế toán cơ bản 2 (Principle of Accounting 2). Hiểu được tầm quan trọng của hai khóa học trên, học viện Marriott rất cẩn trọng trong việc chọn giáo viên cho hai khóa học. Acc 200 do giáo sư Norman Nemrow dạy, còn Acc 210 do tiến sĩ J.K. Stice phụ trách. Ở khóa Acc 200, sinh việc được giới thiệu những nguyên tắc, kiến thức cơ bản nhất của kế toán và kinh doanh. Không chỉ có kinh doanh, hơn một nửa các ngành học khác của BYU yêu cầu sinh viên phải học Acc 200 để có một kiến thức nhất định về thế giới kinh doanh, nơi mà ai trong số chúng ta cũng tiếp xúc hàng ngày. Ở khóa Acc 210, sinh viên được cung cấp những kiến thức cao hơn về kế toán và kinh doanh. Tất cả các sinh viên theo đuổi các ngành học khác nhau của học viện kinh doanh Marriott (bao gồm kế toàn-kiểm toán, tài chính, marketing, hệ thống thông tin, kinh doanh quốc tế...) đều phải học Acc 210. Acc 210 được đánh giá là một trong những khóa họa khó nhất ở BYU. Ngoài ra, kết quả của sinh viên ở Acc 210 cũng là một tiêu chí quan trọng để xét tuyển sinh cho chuyên ngành Kế toán-kiểm toán.
Ở hai khóa học này, SOA có sự cách tân trong việc dạy-học.